# (33260) 1998 HJ43
1998 HJ43 (asteroide 33260) é um asteroide da cintura principal. Possui uma excentricidade de 0.19381240 e uma inclinação de 10.24246º.
Este asteroide foi descoberto no dia 24 de abril de 1998 por NEAT em Haleakala.